# 58460 Le Mouélic
58460 Le Mouélic è un asteroide della fascia principale. Scoperto nel 1996, presenta un'orbita caratterizzata da un semiasse maggiore pari a 2,2939667 UA e da un'eccentricità di 0,2291520, inclinata di 21,47230° rispetto all'eclittica.